# Kutxi Romero
José Carlos Romero Lorente, més conegut com a Kutxi Romero o José Etxailarena (1975, Berriozar, Navarra), és un músic de rock espanyol. És el vocalista i el compositor del grup Marea, amb sis discs, dos recopilacions i dos discs en directe. A més, és un reconegut poeta, ja que té 4 llibres publicats.

## Biografia[1]
Va néixer a Berriozar, un municipi de Navarra (Espanya), tot i que els seus pares eren d'Andalusia. Després de dur a terme els estudis a la seva localitat natal, va començar a treballar a una obra com a peó. Allà és on fa amistat amb els que més tard serien membres de Marea, com El Pinyes (baixista i ocasionalment veu), Alén (bateria i cors), Kolibrí (guitarrista principal, elèctrica i acústica) o Cesar (guitarrista).
Les inquietuds de Kutxi pel rock & roll de grups com Rosendo o Barricada i el seu amor per la poesia van ser forts des de ben jove. Per això, l'any 1999 va publicar el seu primer llibre de poesia "Ruidografías" del qual es distribueixen unes poques còpies sobretot a Berriozar. Paral·lelament, el grup Marea va publicar el seu primer disc "La patera" encara que al principi va ser aquest el nom pensat per al grup i "Marea" el títol del disc, ja que ja existia un grup anomenat així. El disc va aconseguir guanyar un premi al certamen de cantautors de 1998.
Quant a la seva carrera com a poeta, va publicar “El sumidero” el 2001, sota el pseudònim José Etxailarena, i “Poemas indómitos” el 2003. De tots dos es varen distribuir poques còpies. El 2004 va publicar un llibre anomenat “León manso come mierda” que recopilava totes les seves publicacions anteriors i que va arribar a més públic i finalment a finals de 2009 va sortir a la venda una reedició del llibre “León manso come mierda”.
Amb Marea va publicar dos discos “Revolcón” i “Besos de perro”. Més tard va publicar “28.000 punyaladas”. Durant la gira de “28.000 punyaladas” aquest va tenir problemes amb l'alcohol, va acabar tenint una addicció, la qual va estar a punt d'apartar-lo dels escenaris, ell mateix ho va reconèixer a la seva pàgina web, també va tenir un accident durant un concert a Lleida on va trencar-se un braç i això va fer que haguessin d'ajornar el final de la gira. En aquell moment va decidir apartar-se de la música durant un temps.
El 2007 es va centrar a escriure una novel·la. En aquest mateix any Kutxi i el seu grup tornen per publicar el que seria el seu cinquè disc “Las aceras están llenas de piojos”. Finalment, el 2011 es reuneixen de nou els Marea i treuen a la venda l'últim disc de la banda fins ara “En mi hambre mando yo” Kutxi pensa que aquest és el millor disc de rock & roll de la història, ja que fins llavors les cançons eren compostes per ell i per Kolibrí (David Díaz, el guitarrista principal) i aquestes últimes van ser creades entre tots els membres del grup.

## Obres

### Llibres de poesia
- Ruidografía (1999)
- El sumidero (2001) (sota el pseudònim de José Etxailarena)
- Poemas indómitos (2003)
- León manso come mierda (2004) (recopilació)